# ساموئل دبلیو. بلک
ساموئل وایلی بلک (Samuel Wylie Black) (زادهٔ ۳ سپتامبر، ۱۸۱۶- درگذشتهٔ ۲۷ ژوئن، ۱۸۶۲)، وکیل، سرباز، قاضی و سیاستمدار بود. دموکراتی که از نزدیک با مسایل سیاسی پنسیلوانیا سروکار داشت، او بدلیل خدمت به عنوان هفتمین فرماندار منطقه نبراسکا و نیز به علت کشته شدنش در رهبری فوج خود در عملیاتی که اوایل جنگ داخلی به عهده داشت به شهرت رسید.

## دوران جوانی
جان برون وایلی بلک پسر کشش جان بلک، یک مبلغ صومعه در پیتسبورگ پنسیلوانیا در ۳ سپتامبر ۱۸۱۶ متولد شد. او ششمین فرزند از نُه فرزند والدین‌اش بود. بلک و پدرش علاقه شدید بهم داشتند که درسال‌های بعد در نامه‌های شان آشکار شد، اما بلک جوان رُگ نافرمانی نیز داشت. هنگامیکه پدرش به او گفت میدان محل خوب نیست و در صورت رفتن‌اش در آنجا او را با کتک تهدید کرد، سام عکس‌العمل نشان داد و گفت: «من تصمیم گرفته‌ام. من به میدان خواهم رفت و کتک را هم به جان می‌گیرم.» درمقایسه با اصول سختگیرانه و عقیده زاهدانه پدرش، سام هرگز به کلیسا شرکت نکرد و به شوخ‌طبعی و خوش خلقی‌اش معروف بود. او از دانشگاه غربی پنسیلوانیا در سال ۱۸۳۴ فارغ‌التحصیل گردید که امروزه دانشگاه پیتسبورگ نامیده می‌شود. درحالیکه در دانشگاه او، هم‌کلاس، رقیب تحصیلی و دوست نزدیک توماس ملون بود. پس از فراغت، بلک رشته حقوق را نزد ریچارد بیدل عضو سابق کنگره که همچنان نزد قاضی توماس میفلین ایروین که هر دو عضو سابق کنگره و قاضی فدرال بودند، فرا گرفته‌است. بلک در وکالت در سال ۱۸۳۸ پذیرفته شد و چندی بعد با دختر ایروین، الیزا ازدواج کرد.

## حرفه در حقوق
سام بلک و توماس بلک ملون که سال پیش در وکالت پذیرفته شدند، بلافاصله به رقبای شغلی تبدیل شد. هر دو تیزهوش، بلند همت و موفق بودند با این حال، رقابت آنها ناشی از رویکرد متفاوت نسبت به قانون و همچنین ویژگی فردی آنها بوده‌است. بلک فصیح، پرشور و پراشتیاق بود و از اسیر گرفتن و گمراه ساختن هیئت داوران نمی‌ترسید. درعوض، ملون رویکرد پژوهشگرانه را در پیش گرفت. بلک با وضاحت کمتر صحبت می‌کرد، اما سعی می‌نمود که اجازه دهد تا حقایق برنده بحث باشد. با این وجود، ملون دریافت که به بهترین وجه می‌تواند با به استهزا گرفتن طرز بیان بلک با او مقابله کند. پس از تبادل نظر در دادگاه علنی که منجر به بروز خشم هر دو نفر شد، دوستی آنها به خصومت گرایید. دشمنی که تنها در آستانه جنگ مکزیک بود زمانی پایان یافت که بلک در پی ملون برای تجدید دوستی شان شد و گفت: «ملون، بگذار جبران کنم! شاید دیگر هرگز تو را نبینم.» رابطه دوباره آنها تا زمان مرگ بلک ادامه داشت.

## جنگ مکزیک
بلک اولین داوطلب پنسیلوانیا در جریان جنگ مکزیک و آمریکا به‌عنوان سرهنگ دوم خدمت کرد. پس ازینکه سرهنگ فرانسیس دبلیو وینکوپ فوج را ترک کرد تا فرماندار ناحیه نظامی پیروت شود. بلک فرماندهی اولین پیاده‌نظام پنسیلوانیا را به عهده گرفت. در اواخر جنگ، بلک که خواهان مبازره بود به خشم شد، هنگامیکه پنسیلوانیا اول بنابه فرمان ژنرال وینفیلد اسکات دستور داد که در شهر پوئبلا بماند تا از یک قرارگاه محافظت کند، درحالی‌که ارتش آخرین حمله خود را به مکزیکو سیتی آغاز کرد. بلک به این تصمیم اعتراض کرد، اما سودمند واقع نشد و سپس درخواست استعفا نمود. ژنرال اسکات از پذیرش آن امتناع ورزید، اما به بلک اطمینان داد که هنوز فرصتی برای مبارزه خواهد داشت. اسکات درست گفته بود. در ۱۴ سپتامبر، ۱۸۴۷ همان روزیکه که مکزیکو سیتی سقوط کرد، قرارگاه کمتر از ۵۰۰ سرباز، به جز از ۱۸۰۰ که بیمار و مجروح بودند، پوئبلا توسط ۴۰۰۰ سرباز مکزیکی محاصره شد. ژنرال خواکین ریا به دستور ژنرال آنتونیو لوپز دِ سانتا آنا فرماندهی نیروی متشکل از سربازان عادی و چریک‌ها را به عهده داشت. نیروهای آمریکایی سه نقطه قوی را در داخل شهر داشتند: یک صومعه، فورت لوریتو و قلعه سان خوزه. قرارگاه کامل تحت فرماندهی سرهنگ توماس چایلدز بود و سرهنگ بلک مسئول قلعه سان خوزه منصوب گردید. به بیمارستان‌های موقتی خدماتی ارایه کرد. این محاصره ۲۸ روز طول کشید و در این مدت زیر رگبار گلوله‌های دایمی بود، پس از چند هفته، قرارگاه ارتش نزدیک بود غذای خود را تمام کند، هنگامی که خبر محاصره به ژنرال اسکات رسید، به سرتیپ جوزف لین دستور داد تا یک نیروی امدادی را برای نجات پوبئلا رهبری کند. در ۹ اکتبر نیروی فدرال به Huamantla شهر کوچک در ۲۵ مایلی پوئبلا، در جای‌که بخش عمده‌ای از نیروهای سانتا آنا منتظر بودند، رسیدند. پس از این که ارتش سانتا آنا در نبرد هوآماتیلا شکست خورد، نیروهای لین توانستند، باقی‌مانده نیروهای محاصره‌کننده را اطراف پوئبلا را متفرق کنند. به‌داخل شهر بجنگد و محاصره را بشکنند.
چایلدز با این جملات از بلک به‌خاطر رهبری او در محاصره ستایش کرد «از سرهنگ بلک، فرمانده فوری سان خوزه و افسرانش صمیمانه‌ترین حمایت‌ها را دریافت کردم. سرهنگ بلک بیش از سی روز تلاش خستگی‌ناپذیر و شجاعت زیادی برای حفظ امنیت آن مکان به خورج داد. افسران و مردان شب و روز بدون توجه به طوفان در پایگاه بودند، نمی‌توانم در تمجید سرهنگ دلاور، افسران و افرادش، قبل و هم در جریان محاصره زیادتر بگویم».

## حرفه سیاسی
بلک که مادام‌العمر دموکرات بود در سال ۱۸۵۲ برای نمایندگی پنسیلوانیا در مجلس ایالات متحده نامزد شد و شکست خورد. او به نبراسکا نقل مکان کرد و در سال ۱۸۵۷ توسط رئیس‌جمهور جمیز موکانان به‌عنوان قاضی ایالات متحده در قلمرو نبراسکا منصوب گردید. او درسال ۱۸۵۹ به فرمانداری قلمرو نبراسکا منصوب گردید. جنجالی‌ترین اقدام او به عنوان فرماندار وتو کردن قانون منع برده‌داری در ۹ ژانویه ۱۸۶۰ بود. او متهم بود که طرفدار دموکرات‌های جنوبی است اما بلک ادعا کرد که متن لایحه خلاف قانون اساسی است. قانون‌گذاران منطقی حق وتو کردن را ملغی کرد و بردگی را در نبراسکا ممنوع اعلام نمود. هنگامیکه ابراهام لینکلن جمهوری‌خواه به‌عنوان رئیس‌جمهور انتخاب شد، سام بلک استعفا داد. هیچ مدرکی مبنی بر اعمال فشار خاصی بر او برای استعفا وجود ندارد. اما فرمانداری‌های منطقی مهر ضمانت پارتی بازی سیستم در آن عصر بود. او در فوریه (قبل ازینکه لینکلن به قدرت برسد) استعفا داد، اما به‌نظر می‌رسید که تا ژوئن ۱۸۶۱ در نبراسکا اقامت داشته‌است تا وقتی که بلک به خانه خود در پیتسبورگ بازگشت.

## جنگ داخلی

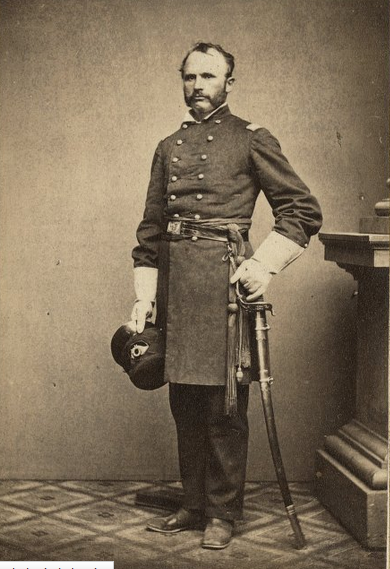
ساموئل وایلی بلک در سال 1850

بلک به پیتسبورگ بازگشت تا فرماندهی پیاده‌نظام شصت و دومین ارتش اتحادیه پنسیلوانیا را که متشکل از داوطلبان سه ساله بود را به عهده بگیرد، اولین کسانیکه بودند شهر را ترک کردند تا در جنگ داخلی بجنگند. بلک یک فرمانده مشتاق بود که در اوایل جنگ جان باخت. در جریان کمپین شبه جزیره، شصت ودومین پیاده‌نظام پنسیلوانیا طرف تیپ چارلز گریفین از دسته جورج دبلیو مورل از سپاه V بود. بلک دسته خود را به‌عنوان گروه ضد - تهاجم رهبری کرد که جریان نبرد دادگاه هانویر را تغییر داد، او در ۲۶ ژوئن ۱۸۶۲ در نبرد بیورد دام کریک برتری خود را نشان داد و دستهِ خود را با آن شور و اشتیاق رهبری کرد، همان‌طور که آنها موضع خود را حفظ کردند. در نبرد آسیاب گینز، روز بعد، ارتش مورل در سمت چپ خط قرار گرفتند، جاییکه یک سراشیب آن به ناحیه Chickahominy می‌رسید و تیپ گریفین شاهد شروع نبرد با پیشروی سپاه لانگ استریت در جناح خود بود.